# Dryolestida
Los drioléstidos (Dryolestida) son un orden  extinto de mamíferos primitivos, que vivieron durante el Jurásico Medio y el Terciario. Están relacionados con los marsupiales y euterios actuales.

## Familias y géneros
Clasificación modificada a partir de Rougier & Gaetano, 2011.
- †Dryolestidae
  - Dryolestes
  - Amblotherium
  - Comotherium
  - Crusafontia
  - Groebertherium
  - Guimarotodus
  - Henkelotherium
  - Krebsotherium
  - Laolestes
  - Peraspalax
  - Phascolestes
  - Portopinheirodon
- †Paurodontidae
  - Paurodon
  - Araeodon
  - Archaeotrigon
  - ?Brancatherulum
  - Dorsetodon
  - Drescheratherium
  - Euthlastus
  - Foxraptor
  - Tathiodon
- †Meridiolestida
  - Cronopio
  - Leonardus
  - †Austrotriconodontidae
    - Austrotriconodon

  - †Brandoniidae
    - Brandonia
    - Alamitherium
    - Barberenia
    - Casamiquelia
    - Rougiertherium

  - †Donodontidae
    - Donodon

  - †Mesungulatoidea
    - †Mesungulatidae
      - Mesungulatum
      - Coloniatherium
      - Parungulatum
      - Quirogatherium
      - Orretherium

    - †Peligrotheriidae
      - Peligrotherium

    - †Reigitheriidae
      - Reigitherium